# Новопилиповский сельский совет (Мелитопольский район)
Новопилиповский сельский совет (укр. Новопилипівська сільська рада) — входит в состав
Мелитопольского района
Запорожской области
Украины.
Административный центр сельского совета находится в 
с. Новопилиповка
.

## История
- 1918 — дата образования.

## Населённые пункты совета
- с. Новопилиповка
- с. Оленовка
- пос. Сосновка
- с. Тихоновка